# Teinotarsina rubripes
Teinotarsina rubripes is een vlinder uit de familie wespvlinders (Sesiidae), onderfamilie Sesiinae.
Teinotarsina rubripes is voor het eerst wetenschappelijk beschreven door Pagenstecher in 1900. De soort komt voor in het Oriëntaals gebied.